# Chromis trialpha
Chromis trialpha là một loài cá biển thuộc chi Chromis trong họ Cá thia. Loài này được mô tả lần đầu tiên vào năm 1981.

## Từ nguyên
Từ định danh trialpha được ghép bởi hai âm tiết trong tiếng Latinh: tri ("ba") và alpha ("đốm trắng trên da"), hàm ý đề cập đến ba đốm trắng đặc trưng trên cơ thể loài cá này.

## Phạm vi phân bố và môi trường sống
C. trialpha là một loài đặc hữu của Biển Đỏ, trải dài xuống phía nam đến Socotra (Yemen). C. trialpha sống tập trung gần các cụm san hô đen trên rạn viền bờ và hang hốc, gờ đá ở độ sâu khoảng từ 3 đến 50 m.

## Mô tả
C. trialpha có chiều dài cơ thể lớn nhất được ghi nhận là 6 cm. Cơ thể của loài cá này có màu nâu xám (sẫm nâu hơn ở lưng) với 3 đốm trắng nổi bật: hai đốm nằm ở gốc sau của vây lưng và vây hậu môn, và đốm còn lại nằm ở giữa cuống đuôi. Hai thùy đuôi được viền dải đen, tương tự ở rìa sau của vây lưng và vây hậu môn. Vây đuôi, phía cuối vây lưng và vây hậu môn trong mờ.
Số gai ở vây lưng: 12; Số tia vây ở vây lưng: 10–11; Số gai ở vây hậu môn: 2; Số tia vây ở vây hậu môn: 10–11; Số gai ở vây bụng: 1; Số tia vây ở vây bụng: 5.

## Sinh thái học
Thức ăn của C. trialpha là động vật phù du. Cá đực có tập tính bảo vệ và chăm sóc trứng; trứng có độ dính và bám vào nền tổ.